# 33931 Олексійсергєєв
33931 Олексійсергєєв — астероїд головного поясу. Був відкритий 6 червня 2000 року спостережною програмою LONEOS на станції Андерсон Меса Ловеллівської обсерваторії у Флагстаффі (штат Аризона, США).
В червні 2023 року астероїд був названий на честь Олексія Сергєєва, українського астронома, який тривалий час працював в Радіоастрономічному інституті НАНУ і в НДІ астрономії Харківського університету і, зокрема, відомий визначенням великої кількості кольорів і таксономічних типів астероїдів.